# Rhopalodes ebriola
Rhopalodes ebriola là một loài bướm đêm trong họ Geometridae.